# Dios
El concepto teológico, filosófico y antropológico de Dios (del latín: Deus, que a su vez proviene de la raíz protoindoeuropea *deiwos~diewos, ‘brillo’, ‘resplandor’, al igual que el sánscrito deva, ‘ser celestial’, ‘dios’) hace referencia a una deidad suprema. El Diccionario lo define como el «ser supremo que en las religiones monoteístas es considerado creador del universo».
Dios es el nombre que se le da en español a un ser supremo omnipotente, omnipresente, omnisciente y personal en religiones teístas y deístas (y otros sistemas de creencias) quien es: o bien la única deidad, en el monoteísmo, o la deidad principal (monolatría), en algunas formas de politeísmo, como en el henoteísmo.
Dios también puede significar un ser supremo no personal como en el panteísmo, y en algunas concepciones es una mera idea o razonamiento sin ninguna realidad subsistente fuera de la mente, como en los sistemas materialistas.
A menudo, Dios es concebido como el creador sobrenatural y supervisor del universo (teísmo). Los teólogos han adscrito una variedad de atributos a las numerosas concepciones diferentes de Dios. Entre estos, los más comunes son omnisciencia, omnipotencia, omnipresencia, omnibenevolencia (perfecta bondad), simplicidad divina, y existencia eterna. Dios también ha sido concebido como de naturaleza incorpórea, un ser personal, la fuente de toda obligación moral, y el «mayor ser concebible con existencia»; así como la representación y personificación de la realidad última.
Estos atributos fueron descritos en diferentes grados por los primeros filósofos-teólogos judíos, cristianos y musulmanes, incluidos Maimónides, san Agustín, y Al-Ghazali, respectivamente. Muchos destacados filósofos medievales y filósofos modernos desarrollaron argumentos a favor de la existencia de Dios. En esta línea, numerosos filósofos e intelectuales contemporáneos han desarrollado y estudiado tanto argumentos a favor como argumentos en contra de la existencia de Dios.

## Concepciones del ser supremo

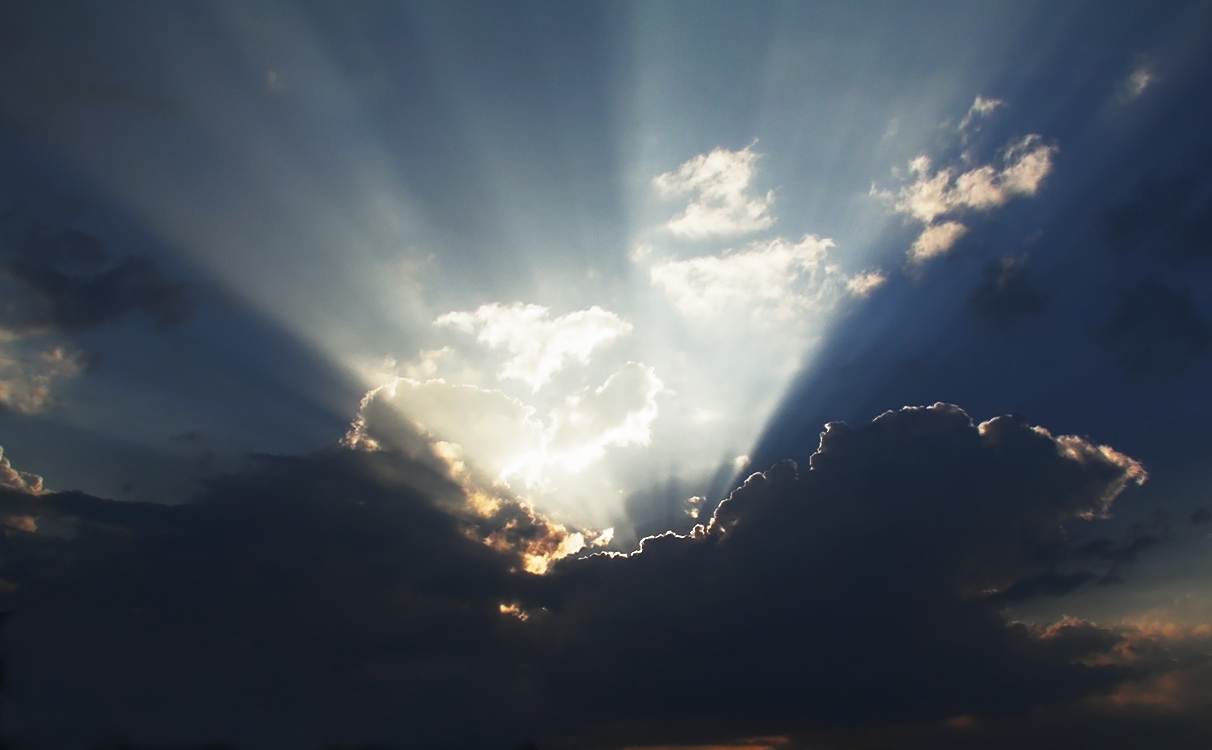
A menudo Dios es imaginado como una fuerza de la naturaleza o como un ente consciente que se puede manifestar en un aspecto natural. Tanto la luz como la penumbra son símbolos recurrentes para representar a Dios.

La definición más común de Dios es la de un ser supremo, omnipotente, omnipresente y omnisciente; creador, juez, protector y, en algunas religiones, providente y salvador del universo y de la humanidad.
Sobre esta definición existen variaciones.

### Dios definido como un ser supremo personal

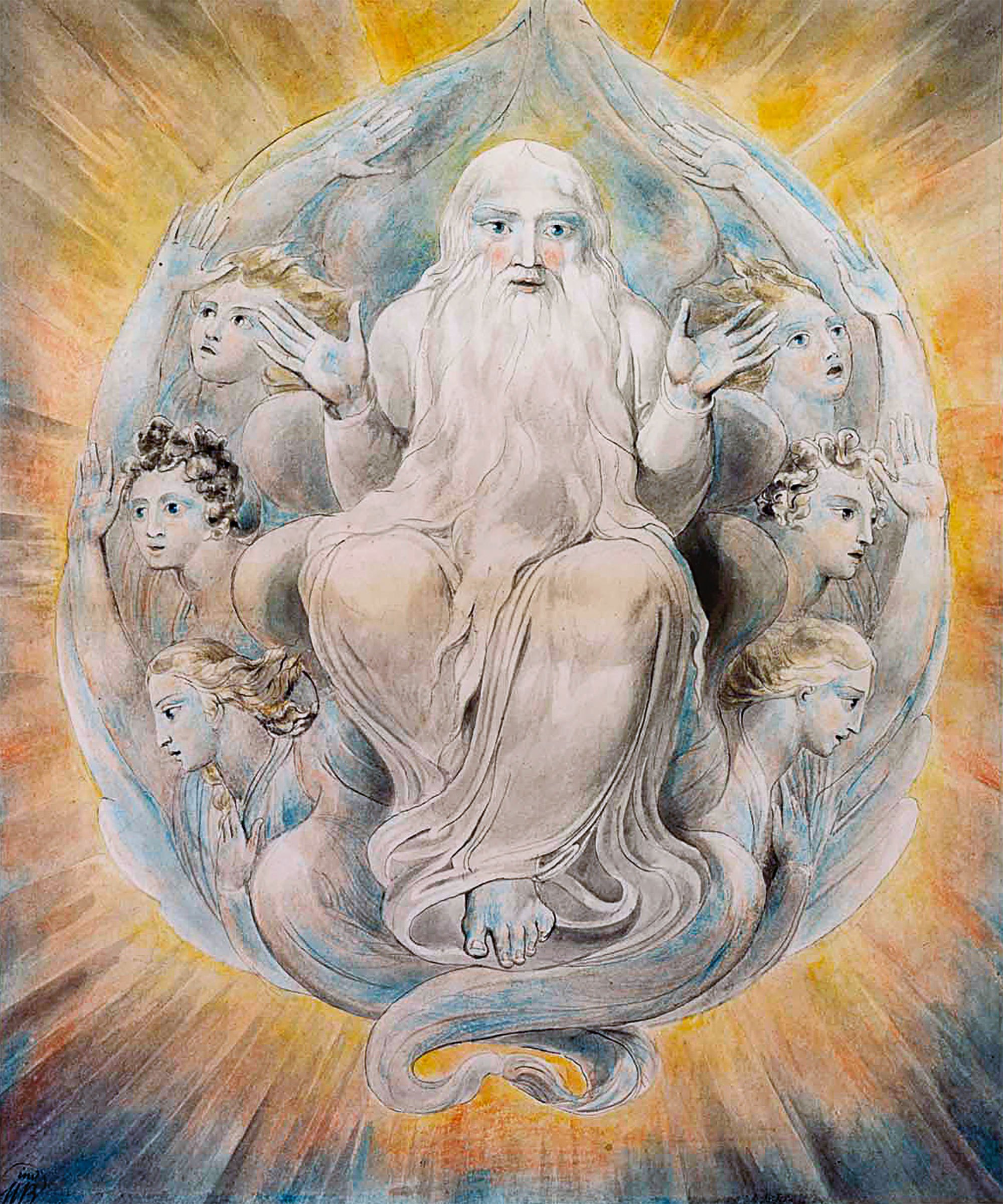
La Obra "Dios bendijo el séptimo día", una acuarela de la versión deísta de Dios por William Blake (1757-1827).

Pueden darse, según las distintas visiones, características variadas y no siempre armonizables entre sí. Además, hay quienes creen en un Dios personal, basándose en argumentos filosóficos, pero sin necesidad de acudir a una religión (Deísmo), mientras otros consideran a Dios con argumentos religiosos sin excluir otros argumentos como filosóficos, un ser con el cual tratan y esperan una acción salvadora a favor de los seres humanos (Teísmo).
El debate entre el agnóstico Bertrand Russell y el sacerdote Frederick Copleston define a Dios como: "un ser personal supremo, distinto del mundo y creador del mundo."
Características asignadas en distintas creencias:
- Dios es capaz de insuflar el aliento adecuado que permite a sus adoradores sostener el sistema de autogobierno que él mismo define en un compendio de leyes, normas y principios catalogados en una colección de libros definidos como sagrados por sus seguidores, y cuyos redactores humanos declaran haber sido guiados por la iluminación divina. Al insuflar ese poder, no causa sufrimiento añadido al sistema de vida rutinario.[cita requerida]
- En algunas religiones, Dios es el creador del universo.[8]
- Algunas tradiciones sostienen que, además de creador, Dios es conservador (teísmo), transformador e inmutable, mientras que otros opinan que Dios es únicamente creador (deísmo).
- Algunos filósofos afirman que Dios es el principio incondicionado que explica la existencia de todo. No es, por lo tanto, un concepto al que llegue el pensamiento, sino un postulado del pensar,[9] o, como diría santo Tomás, un prolegómeno a la fe.

En las religiones monoteístas ―bajaísmo, cristianismo, islam, judaísmo, krisnaísmo y sijismo―, el término «Dios» se refiere a la idea de un ser supremo, infinito, perfecto, creador del universo, que es pues, el comienzo y el final de todas las cosas. Dentro de las características principales de este Dios supremo se cuentan principalmente:
- Omnipotencia: poder absoluto sobre todas las cosas;
- Omnipresencia: poder de estar presente en todo lugar;
- Omnisciencia: poder absoluto de saber las cosas que han sido, que son y que sucederán.

Postulan que Dios es un ser amoroso con su creación y justo[cita requerida] y, en el cristianismo, que por medio del Espíritu Santo puede instrumentalizar a personas escogidas para realizar su obra y que Dios es además inteligencia y puede expresar emociones como alegría, cólera o tristeza. La obra de Dios sería dar a los seres humanos el regalo de la salvación y la vida eterna.

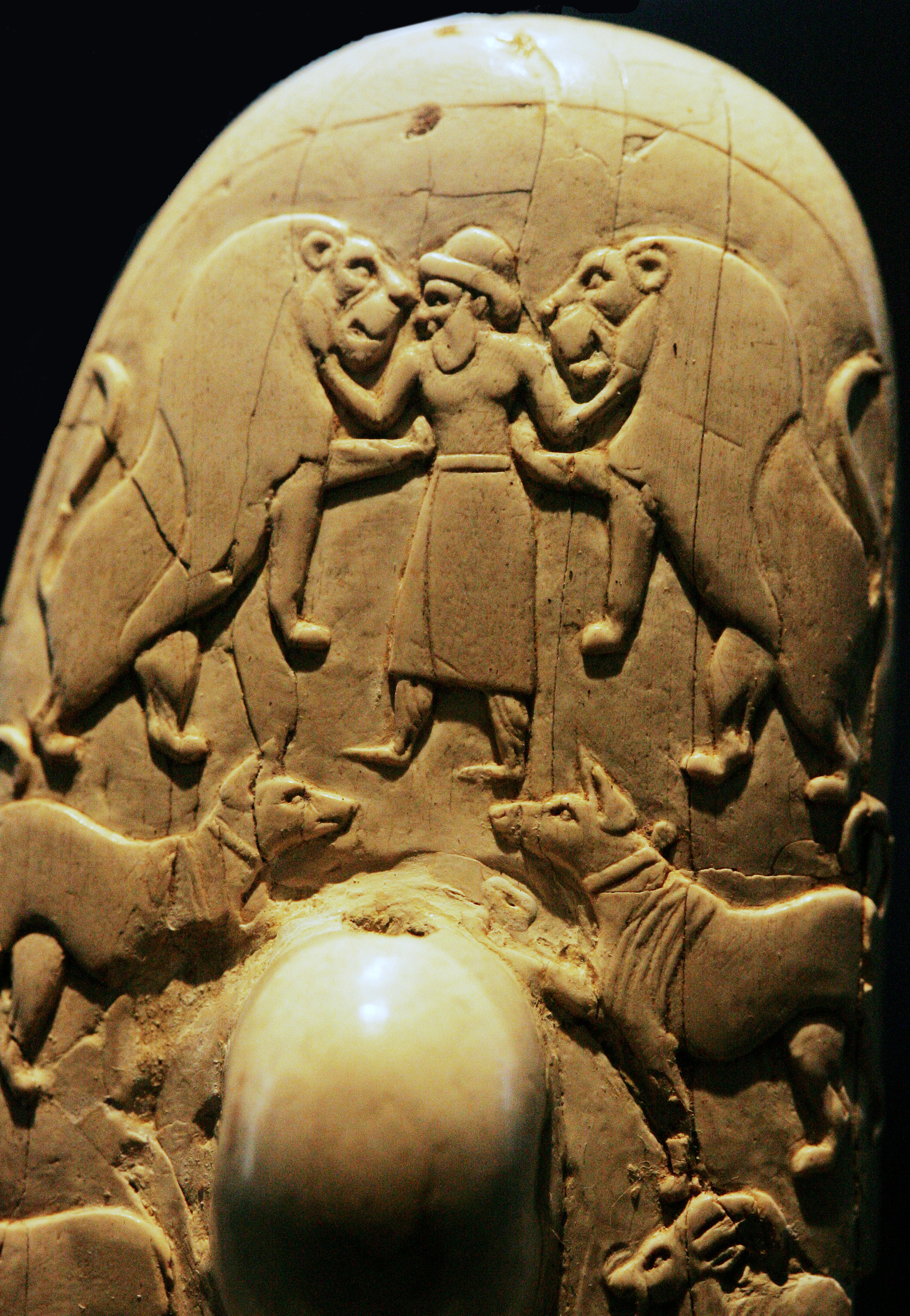
Imagen del dios El venciendo a dos leones, tallado en el mango del cuchillo ceremonial de Gebel el-Arak. Según una palabra semítica del noroeste, que tradicionalmente se traduce como ‘Dios’, refiriéndose a la máxima deidad. Algunas veces, dependiendo del contexto, permanece sin traducción (quedando simplemente El) para referirse al nombre propio de Dios.

- Algunas concepciones de Dios se centran en una visión de este como una realidad eterna, trascendente, inmutable y última, en contraste con el universo visible y continuamente cambiante.
- Principalmente, a Dios le atribuyen omnipotencia (todo lo puede), omnipresencia (todo lo abarca), omnisciencia (todo lo sabe), y omnibenevolencia (es absolutamente bueno). Sin embargo, no todos afirman que Dios es moralmente bueno. Mientras que algunos consideran que Dios representa lo moralmente bueno, admitiendo que existe una definición objetiva de lo bueno y lo malo, para otros Dios está por encima de la moralidad, o tiene su propia definición, de manera que es bueno lo que Dios quiere que sea bueno. No todos sus atributos concuerdan, apareciendo contradicciones que hacen a los críticos negar que Dios pueda tener los cuatro atributos indicados al tiempo. Por ejemplo, se afirma que si Dios es el creador omnipotente, omnisciente y el único juez, entonces al crear a la humanidad, incluidos ateos, paganos y falsas religiones, sabe cómo será su comportamiento y tendrá que enviarlos al infierno.[cita requerida] Este Dios no podría, por tanto, ser bueno desde el punto de vista de todos los humanos, del mismo modo que algunos afirmarán que no todos los humanos son buenos desde el punto de vista de Dios. Este, el problema de la existencia del mal, es uno de los obstáculos planteados por los escépticos para aceptar ese concepto de Dios. Los creyentes suelen alegar el «libre albedrío» de los seres humanos para explicar el mal en el mundo, aunque ese argumento no sirve para explicar el mal en la Naturaleza (aunque no está del todo definido el concepto de mal en la Naturaleza, pues existe el problema de que, si el bien y el mal es cuestión de opción hecha (por libertad o razonamiento), la Naturaleza carece de este tipo de opciones, simplemente es como es); y por otra parte, los críticos no consideran compatibles la omnipotencia y la omnisciencia de Dios con el libre albedrío, alegando que si Dios todo lo puede, intervenir implicaría obstaculizar la libertad del ser humano; o el saberlo todo implicaría también que no hay nada dentro de la libertad del ser humano que no esté previamente fijado y dicho. Al respecto de la omnipotencia, se contrapone la característica omnibenevolente de Dios, que al poderlo todo no necesariamente lo hace, sino que deja al ser humano actuar de acuerdo con la característica libre con que lo creó en un inicio y no interfiere, ya sea por apatía o placer (lo que de nuevo contradiría la benevolencia de Dios), o por respeto (nacido de su benevolencia) a la naturaleza con que fue creado el ser humano.[cita requerida]
- La teología negativa (o vía negativa) aduce que no se pueden determinar afirmaciones concluyentes sobre los atributos de Dios, mientras que los agnósticos consideran que el limitado conocimiento humano no permite obtener pruebas concluyentes de qué o cómo es Dios. Algunas costumbres relacionadas con el misticismo establecen unos límites al poder de Dios, al considerar que la naturaleza suprema de Dios no deja lugar a la casualidad.
- La concepción de Dios y sus características ya sean del monoteísmo o politeísmo dependen de la tradición de los pueblos (ver Trinidad, dualismo y henoteísmo).[cita requerida]

### Dios definido como un ser supremo no personal

El dios Ra, era dios del cielo, dios del Sol y del origen de la vida según en la mitología egipcia.

- Dios como algo supremo, pero no necesariamente como un ser personal; como un concepto equivalente al concepto del absoluto Brahman en algunas escuelas del Hinduismo.
  - Algunas ideas sobre dios pueden incluir atributos antropomórficos: género, nombres concretos e incluso exclusividad étnica, mientras que otras ideas son meramente conceptos filosóficos.
  - La idea de Dios suele entremezclarse con la definición de verdad, en la que Dios es la suma de todas las verdades. Desde esta perspectiva, la ciencia es solo un medio de encontrar a Dios.[10]
  - Existen divergencias al definir a Dios, bien como una persona o, más bien, como una fuerza o impulso impersonal. También son diversas las formas en las que se entiende que Dios se relacionaría con el ser humano y la apariencia que Dios tendría.
- Algunos sostienen que tan solo existe una única definición válida de Dios, mientras que para otros, cabe la posibilidad de que varias definiciones de Dios sean posibles a la vez.[cita requerida]
- Se puede construir una explicación sobre la existencia de Dios desde la psicología, intentando establecer qué realidad externa se corresponde con su recreación mental.[cita requerida] Así, a partir del estudio introspectivo de la consciencia, se llegaría a la conclusión de que esta surge asociada a la experiencia de un cierto vacío.[cita requerida]

## Etimología

### Exposición
En español, al igual que en las otras lenguas romances, la palabra «dios» viene directamente del latín: deus, lit. 'deidad, dios'. El término latino deriva a su vez del indoeuropeo *deiwos, de la raíz *deiw-, ‘brillar, ser blanco’, de la que deriva asimismo el término griego: Ζεύς, romanizado: Zeus. 
De hecho, la palabra española dios es idéntica en pronunciación a la griega Διός (Diós), forma genitiva de Zeus (el principal Dios de la mitología griega, padre de los "theos", que son los dioses menores). De esta misma raíz indoeuropea derivan el latín dies (‘día’) y el griego δῆλος (‘visible, patente’).
Pese a su parecido con el término griego análogo, θεός (theós, ‘deidad, dios’), este deriva de la raíz indoeuropea *dhēs-, de significado desconocido, pero que originó en latín palabras de significado inicialmente religioso como feria o fanatismo.

Porcentajes de creencia en Dios en Europa. Los colores más oscuros denotan un mayor culto, mientras que los más claros marcan una menor creencia, consecuencia de otras prácticas religiosas.

La forma indoeuropea *deiw-os aparece en muchas familias indoeuropeas sistemáticamente asociado a *pəter (‘padre’) en la forma compuesta *dyeu-pəter. En sánscrito tardío la forma aparece ya como Diaus Pitar, mientras que en griego existe la forma Ζεὺς Πατῆρ (Zeùs Patḗr), análoga a la latina Iu Piter (Júpiter).
El latín deus, en otras lenguas romances, derivó en deus (gallego-portugués), dieu (francés), dio (italiano), déu (catalán) o [dumne]zeu (rumano), entre otras.
En las lenguas germánicas la palabra para designar a la deidad proviene de la raíz protogermánica *ǥuđan, de donde vienen god (inglés y neerlandés) o Gott (alemán). Esta raíz derivaría de la forma indoeuropea reconstruida *ǵhu-tó-m, proveniente de la raíz *ǵhau(ə)-, ‘llamar, invocar’.
De esta misma raíz podría derivarse el nombre del pueblo godo[cita requerida]. El origen de la palabra got es muy antiguo, y no se extiende hacia ninguna otra familia indoeuropea con excepción de la irania. Así en persa moderno se dice joda (خدا), y en kurdo, xhwedê.[cita requerida]. Hay, también, quien asocia el origen de god con la raíz protoindoeuropea *ghu-to-, y esta de *gheu-, 'verter, hacer una libación', y su origen sería por el tabú de nombrar a los dioses cambiando su nombre por el del rito utilizado.

### Uso de mayúsculas
La palabra «Dios» cuando se usa por antonomasia —es decir, cuando no se emplea como nombre común—, al igual que cualquier nombre propio, se escribe en mayúscula. Escrita así, nunca recibe un artículo y, en la gran mayoría de casos, tampoco posesivos ni demostrativos. Ejemplos: «Creo en Dios»; «Jehová/Alá es Dios»; «Después de que Dios se manifestara en sus sueños»; etc.
Cuando «dios», por otra parte, se usa como sustantivo habitual, se escribe en minúscula como cualquier sustantivo (salvo al comienzo de una frase o título). Es siempre el caso cuando recibe un artículo (definido o indefinido) o cuando se escribe en plural (ya que en español, a diferencia de algunos idiomas como el hebreo, el nombre de dios es siempre singular). Ejemplos: «No es un dios vengativo»; «Jehová y Alá son dioses»; «Es el dios de judíos y cristianos»; «Sus dioses les han abandonado»; etc.
En algunos casos, aunque poco comunes, el nombre de Dios (con mayúscula) puede ir precedido por un posesivo o demostrativo, dependiendo del significado y entonación de la frase:
- Este dios del que hablas vs. Este Dios del que hablas o Este «Dios» del que hablas – en la primera opción se trata de un dios en general, mientras que en la segunda (con entonación en la palabra Dios) se refiere al nombre de Dios mencionado como tal por el emisor (por tanto, una cita o repetición).
- Este es mi dios vs. Este es mi Dios – en la primera opción se trata de una afirmación genérica, mientras que la segunda (con entonación en el posesivo mi) es una afirmación comparativa, como sería el caso de otros nombres (Sé que Juan te ayuda, pero este aquí es mi Juan).
Todos los apelativos de advocaciones se escriben en mayúscula, por ejemplo, el Señor, el Creador, etc. En los textos religiosos, los pronombres y adjetivos relativos a Dios también se escriben con mayúscula, como fórmula de respeto. Por ejemplo, se escribe «Él», «Su», «Tú», «Vos», «Todopoderoso» (tanto como sustantivo como adjetivo de Dios), etc. Cuando se trata de un uso metafórico, se escribe en mayúscula o minúscula según el caso, por ejemplo: «Se cree Dios» vs. «Se cree un dios».

## Nombres de Dios
En español, el vocablo «Dios», en las religiones monoteístas, se utiliza como título para referirse a la deidad suprema. A través del tiempo, diversas culturas han dado nombres propios a estas deidades y, por ende, muchos vocablos en distintos idiomas con los que se los identifica.
A continuación se presenta una lista, según sus respectivas denominaciones:

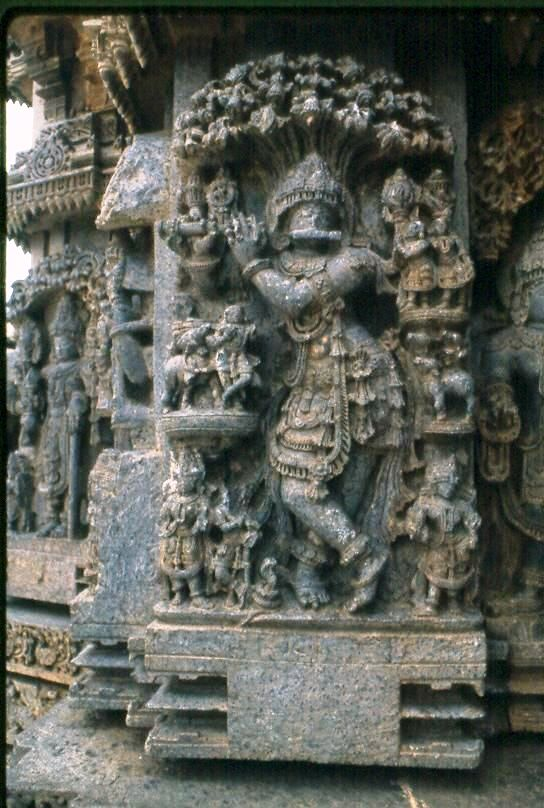
Imagen de Krisna, el Dios creador según el hinduismo tocando la flauta, cubierto por la serpiente-dios Ananta Shesha. Bajorrelieve en el templo de Somnathpur, en Karnataka (India).

- Achamán en la religión guanche ―en las islas Canarias―, el dios sustentador de los cielos y dios supremo.[19]
- Ahura Mazda nombre de Dios para el zoroastrismo.
- Alá (en árabe :الله  Al-Lah) en el islam. Aunque se suele creer lo contrario, no es un nombre propio sino la palabra «Dios» en árabe. Con esta palabra, los arabohablantes (sean musulmanes, cristianos o judíos) se refieren al Dios único de las religiones monoteístas[20][21][22] (véase 99 nombres de Dios).
- Amaterasu O-Mikami (‘venerable gran deidad que brilla en los cielos’), en el sintoísmo.[23]
- Ameno Minakanushi (‘Señor dios padre celestial’) en el sintoísmo antiguo.
- Avalokiteshvara (en sánscrito) según el lamaísmo.
- Ayyavazhi en el sur de la India.
- Brahmā (literalmente ‘evolución’ o ‘desarrollo’ en idioma sánscrito) es el dios creador del universo y miembro de la Trimurti (‘tres formas’), la tríada conformada por Brahma (dios creador), Visnú (dios preservador) y Shiva (dios destructor).
- Brahman (pronunciado /brahmán/) es un término sánscrito que hace referencia a la divinidad absoluta del hinduismo. Etimológicamente, brahman tiene el significado de ‘expansión’ en sánscrito.
- Cao Ðài (vietnamita) nombre de Dios en el caodaísmo.
- Elohim nombre y título de Dios usado en la Biblia.
- Igzi'abihier (literalmente ‘señor del universo’) en la Iglesia ortodoxa de Etiopía.
- Yah apócope de Yahveh, nombre de Dios que usan los rastafaris.
- Jehová supuesta pronunciación de Yahveh.
- Krishna (en sánscrito) dentro del hinduismo krisnaísta.
- Mulungu nombre de Dios en el pueblo Kamba de África.
- Temáukel nombre de Dios en el pueblo Selknam de Chile.
- Bajá nombre de Dios en el bahaísmo.
- Ngai nombre de Dios en el pueblo masái.
- Shangdi / Tian ‘señor del cielo’, en la religión tradicional china.
- Shiva nombre de Dios en el hinduismo shivaísta.
- Santísima Trinidad (abarca a Dios Padre, Dios Hijo y Espíritu Santo) representa a Dios en casi todas las confesiones cristianas.
- Visnú (en sánscrito) dentro del hinduismo visnuista. Véase los mil nombres de Visnú.
- Waheguru es el término del sijismo para Dios.
- Wiracocha dios supremo y creador del universo en la mitología incaica.
- Yahveh (en hebreo:יהוה) es el nombre propio que se menciona en el Tanaj para referirse a Dios en el judaísmo, tradicionalmente se indica que así se manifestó Dios ante Moisés (Éxodo 3:13-15), mientras que en otros pasajes mencionan títulos como Elohim. En el culto judío este nombre nunca se pronuncia y se dice, en su lugar, "Adonai", que significa "Mi Señor’, esta práctica se adoptó para su traducción en griego en la Septuaginta usando Κύριος, Kyrios, en la Vulgata latina Dominus, y palabras equivalentes en muchas otras traducciones, antiguas y modernas.[24]

Ya que pronunciar Yahveh se volvió tabú en el judaísmo desde el Segundo Templo, los masoretas del siglo VII al X, agregaron puntos qeri para indicar que Yahveh debía leerse Adonai, los eruditos cristianos que no sabían este sistema, pensaron que al Tetragrámaton (JHVH) había que añadirles las vocales de Adonai, y alrededor del siglo XII apareció "Jehovah". Existe un consenso académico universal que la vocalización original es "Yah-Weh".
En la Antigüedad
- Atón nombre de Dios en la antigua religión atonista.
- Assur nombre de Dios en la antigua religión asiria.
- Ometéotl nombre de Dios en la antigua religión mexica.
- Wiracocha nombre de Dios en la antigua religión incaica.
- Odín dios supremo de la antigua religión nórdica
- Zeus dios supremo de la antigua religión griega.
- Anu dios supremo de la antigua religión sumeria.
- El dios supremo en la antigua religión cananea.
- Yahweh dios de la antigua religión yahwista.
- Dhātar filosofía monoteísta de la India en el Periodo védico.[26] Se consideraba como el creador no creado, la primera causa.[27]

## Atributos de Dios

### Posición monoteísta cristiana

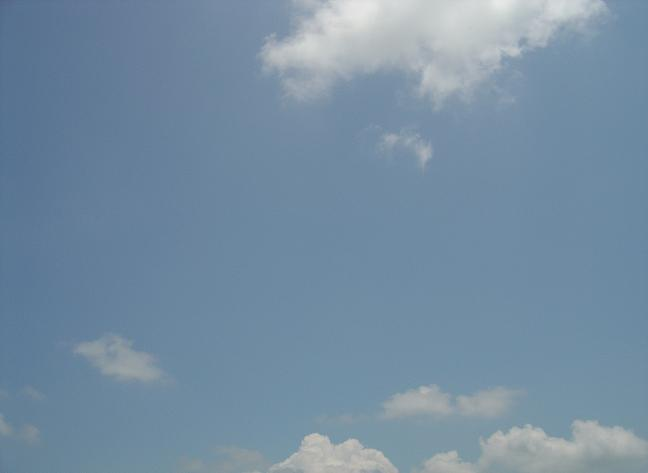
Achamán y sus varianes en Amazigh insular: Achuhuran, Achahucanac (Dios Grande y Sublime), Achguayaxerax, Achoron, Achaman (el Sustentador de los Cielos y la Tierra), era el nombre que recibía una de las entidades mitológicas divinas en las que creían los antiguos pobladores de la isla de Tenerife, los guanches. Según la mitología, el cuerpo físico de Achamán era el cielo.

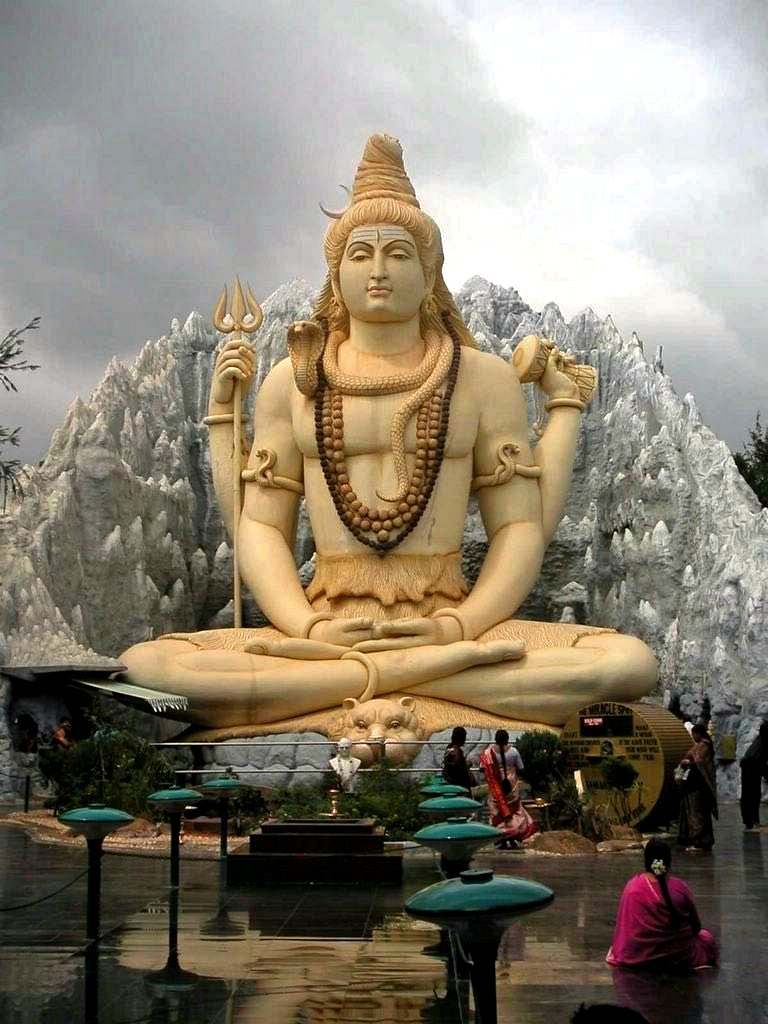
Dentro del shivaísmo el Dios Shiva es considerado el supremo.

Según el monoteísmo cristiano, el conocimiento de la naturaleza de Dios podría realizarse desde dos vías: una ascendente, a partir de lo que desde la naturaleza se pudiese saber de Dios; y otra descendente, lo que supuestamente Dios revela.

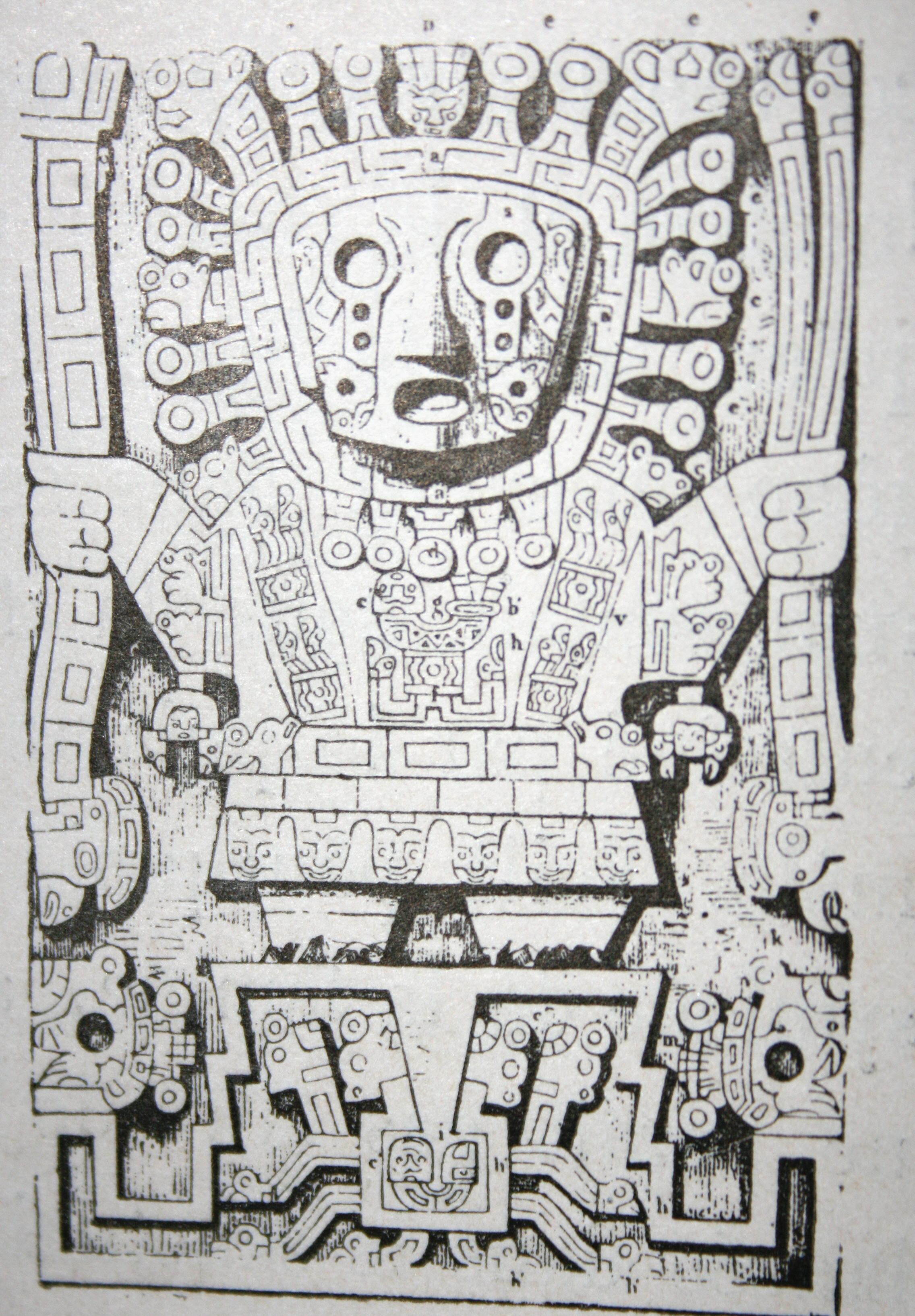
Apu Qun Tiqsi Wiraqucha o el Dios Viracocha en la cultura incaica, es el creador. En quechua, apuj' significa señor, tiqsi significa fundamento, base, inicio; mientras que wiraqucha proviene de la fusión de dos vocablos: wira (metátesis de wari = sol)1 y qucha (contenedor de agua, lago, laguna). Ilustración última de El templo del Sol, de Hergé.

En el siguiente apartado se clasifican los pretendidos atributos de Dios en función de su relación con lo creado:
- atributos no relacionados, que son completamente independientes de la creación (como por ejemplo la espiritualidad) y
- atributos relacionados, que se manifiestan en la creación (como por ejemplo la omnipotencia). Dependiendo de si la relación se establece con lo creado en general o con las criaturas racionales, estos últimos se subdividen a su vez en:
  - atributos activos lo que Dios es en relación con el universo. Dios sería omnipotente, omnipresente, omnisciente, sabio y soberano.
  - atributos morales, heredado del judaísmo, creencia ética, que sostiene que la moralidad proviene de Dios.

#### Atributos no relacionados
Son aquellos atributos divinos que son completamente independientes de lo que se atribuye como creado.

##### Espiritualidad
Este punto de vista presenta a un Dios que no es material ni está limitado a las condiciones de la existencia material. Dice que es espíritu, que piensa, siente, habla y se comunica con sus criaturas racionales, no posee miembros corporales o pasiones, no está compuesto de elementos materiales, y no está sujeto a las condiciones de la existencia natural.
De acuerdo con la Biblia, Jesús de Nazaret habría dicho que Dios es Espíritu, tal como se recoge en el Evangelio de Juan:

Dios es Espíritu; y los que le adoran, en espíritu y en verdad es necesario que adoren.

Una supuesta consecuencia de la espiritualidad de Dios sería que Dios vive. Vive como un ser moral a semejanza del Homo sapiens, pero en suma perfección. A. Strong afirma:

Si el espíritu en el hombre implica vida, entonces en Dios el espíritu implica la vida eterna e inagotable.

#### Infinitud
Dios no está limitado absolutamente por nada, y, por lo tanto, sería infinito. Infinito en relación con el espacio (inmensidad de Dios) o al tiempo (eternidad de Dios). Con relación al espacio Dios sería infinito porque está presente en todo lugar e incluso fuera de él; tal atributo estaría relacionado con la omnipresencia. En cuanto al tiempo sería infinito por ser eterno.

#### Unidad
Dios sería completamente simple, y en él no habría ni composición ni partes.

#### Omnipotencia
La omnipotencia de Dios significaría:
- Libertad y poder para realizar todo lo que sería consecuente con su naturaleza.
- Control y soberanía sobre todo lo hecho o lo que puede ser hecho.

#### Omnisciencia
El conocimiento de Dios es perfecto, en teoría posee todos los conocimientos.

#### Sabiduría
La sabiduría de Dios sería una combinación de su omnisciencia y su omnipotencia. Tiene poder
para aplicar sus conocimientos de manera que los propósitos mejores sean realizados o cumplidos por los mejores medios posibles.

## Historia
En el Oriente antiguo muchas ciudades tenían su propio dios local, aunque esta adoración de un solo dios no implicó la negación de la existencia de otros dioses.
El culto iconoclasta del dios solar egipcio Atón fue promovido por el faraón Akenatón (Amenhotep IV), que gobernó entre el 1358 y el 1340 a. C. El culto de Atón, el dios del Sol, se cita a menudo como el ejemplo de monoteísmo más antiguo del que se tiene conocimiento. Como faraón, Akenatón dejó su ciudad natal y en el desierto construyó el nuevo centro religioso y político (Aketatón «el horizonte de atón) argumentando seguir las instrucciones del dios Atón, donde lo nombró el Supremo frente a los demás dioses. En el año noveno de su reinado, Akenatón declaró que Atón no era un dios superior, si no el único. 

Que múltiples son tus obras, están ante el hombre escondidas, oh Dios único, a cuyo lado no hay otro alguno.
fragmento del texto Himno a Atón 

Aunque Akenatón decretó que Atón era dios único, la adoración de otros dioses nunca cesaron en Egipto, y tan pronto como este terminó, los ancestrales cultos politeístas pronto recuperaron precedencia.

## Teología
En algunas sociedades los creyentes religiosos con frecuencia asumen que el sistema de moral de comportamiento es inspirado en la revelación de la religión mayoritaria, que puede recogerse en un libro: para el cristianismo es la Biblia, para el judaísmo es el Tanaj y para el islam el Corán.

### Judaísmo
En la religión judía, Dios reveló 13 atributos de clemencia divina; además de las revelaciones relativas, Dios desea que el devoto se acerque a Él en oración y casi en todos sus pasajes de la vida diaria, por lo tanto, todos los días. El mayor logro de la sabiduría humana coincide con el conocimiento de Dios.

Está expuesto en la Torá y en los Profetas que Hashem no es corpóreo ni material, como expone: “Que Hashem es el Elohim; en el cielo arriba y en la tierra abajo” (Ieoshúa 2: 11); y un cuerpo no puede estar en dos lugares (a la vez). Y expone: “Pues ustedes no vieron ninguna imagen” (Devarim/ Deut.4: 15). Y además: “¿ Con quién Me compararán e igualarán?” (Ieshaiahu/ Is. 40: 25). Si Él fuese un cuerpo sería semejante a los demás cuerpos. Si es así (que Hashem es incorpóreo), ¿qué significa lo que expone la Torá: “Bajo Sus pies” (Shemot/ Éx. 24: 10). “Escritas con el dedo de Elokim” (Shemot/ Éx. 31: 18). “La mano de Hashem” (Shemot/ Éx. 9: 3). “Los ojos de Hashem” (Zejaría/ Zac. 4: 10). “Los oídos de Hashem” (Bamidbar/ Núm. 11: 1), etc.? Más bien, es una adaptación al entendimiento humano, que conoce sólo lo corpóreo, y la Torá se expresa como el lenguaje humano; y todas ellas son expresiones metafóricas, como expone: “Le daré filo al brillo de Mi espada” (Devarim 32: 41). ¿Es que acaso Él tiene una espada, o con una espada provoca la muerte? ¡No, son sólo alegorías! Y lo mismo es aplicable a las demás expresiones. La prueba de ello es que un profeta declara haber visto a Hashem con “ropas blancas como la nieve” (Daniel 7: 9), en tanto que otro profeta Lo vio con “vestimentas rojas de Botzrá” (Ieshaiahu/ Is. 63: 1). El mismísimo Moshé Rabenu Lo vio “en el mar como un Valiente Guerrero que estaba librando una batalla” (Mejilta Beshalaj 15: 3), y en el Sinaí “como un Jazán (oficiante) envuelto en un Talit (manto de plegarias)” (Talmud Rosh Hashaná 17b). Resulta entonces que Hashem no tiene ni imagen ni forma, y que todos esos (versículos) son visiones proféticas. (El mismísimo hecho de que cada profeta Lo vio diferente, significa que no tiene imagen ni forma, y que son sólo visiones alegóricas y proféticas). El entendimiento humano no es capaz de captar ni investigar la verdadera existencia (de Hashem). Es esto lo que exponen las Escrituras: “¿Acaso hallarás la comprensión de Hashem? ¿Acaso hallarás límites al Todopoderoso?” (Iov 11: 7)

### Cristianismo
Los cristianos consideran a Dios como un ser que interviene y participa en la historia humana, que se revela. Además, la mayoría de confesiones cristianas consideran desde antiguo que en Dios hay tres Personas en una única sustancia, lo cual queda recogido bajo la fórmula de que Dios sería Uno y Trino.
En los escritos de la Patrística, se realza la diferencia entre los dioses paganos, considerados llenos de vicios y contradicciones, y el Dios conocido tanto por los mejores pensadores paganos (por ejemplo Platón y los platónicos, a quienes cita san Agustín en su obra La ciudad de Dios) como por los cristianos.
Desde la Edad Media y hasta la actualidad, la tradición católica hace de Dios un objeto de estudio teológico, al mismo tiempo que lo considera inaccesible a una plena comprensión racional (como explica, por ejemplo, san Anselmo de Aosta). Desde tiempos de Tomás de Aquino (1225-1274), la Iglesia católica asume que la existencia de Dios puede demostrarse en el ámbito de la metafísica. Tomás de Aquino en su obra Suma teológica (1266) sostiene que se puede entender la existencia de Dios por cinco vías o caminos (entiéndase vías como «maneras de llegar a», no como pruebas concretas):
- Vía del primer motor
- Vía de la causa eficiente
- Vía del ser necesario
- Vía de los grados de perfección
- Vía del ser inteligente y del gobierno del mundo

### Islam
En el islam, el Corán no discute en profundidad el tema de demostrar la existencia de Dios, ya que dice esta es confirmada por el instinto humano puro y sano (así como por la mente no contaminada con «la impureza del politeísmo»).
Más aún, la afirmación de la unidad divina, es algo natural e instintivo.

### La teología y las leyes
De diversas formas y a lo largo de la historia, los estados han establecido relaciones no siempre fáciles con las creencias religiosas y con la idea de Dios dominante en la sociedad. Existen, por lo mismo, diferentes modalidades, que van desde el estado teocrático, donde la visión de Dios (o de los dioses, en los lugares donde domina el politeísmo) es algo que debería ser aceptada (según las leyes) por todos (so pena de perder algunos o muchos derechos) hasta el extremo opuesto, que considera la creencia en Dios (o en los dioses) como algo que debe ser erradicado completamente o, al menos, excluido de cualquier presencia en el ámbito público.
En los estados confesionales la sociedad civil y la sociedad religiosa son entidades separadas, pero existe una religión oficial y se exige a las leyes civiles que están subordinadas a las eclesiásticas, con la moral y el bien común definidos por la religión. La confesionalidad puede ser compatible con la libertad de culto, pero no con la igualdad entre las religiones, moviéndose las diferencias entre la simple preeminencia ceremonial o los privilegios fiscales para la religión oficial y la prohibición de ejercer oficios públicos para los miembros de otras religiones o los no religiosos. En los estados teocráticos la máxima autoridad del gobierno le corresponde al clero, y toda la vida política está subordinada a la religión. Algunos regímenes modernos, como los regímenes autoritarios de inspiración católica de Francisco Franco, Ante Pavelić o Jorge Rafael Videla, exceden los límites del estado confesional sin llegar a ser teocracias.

## Existencia de Dios

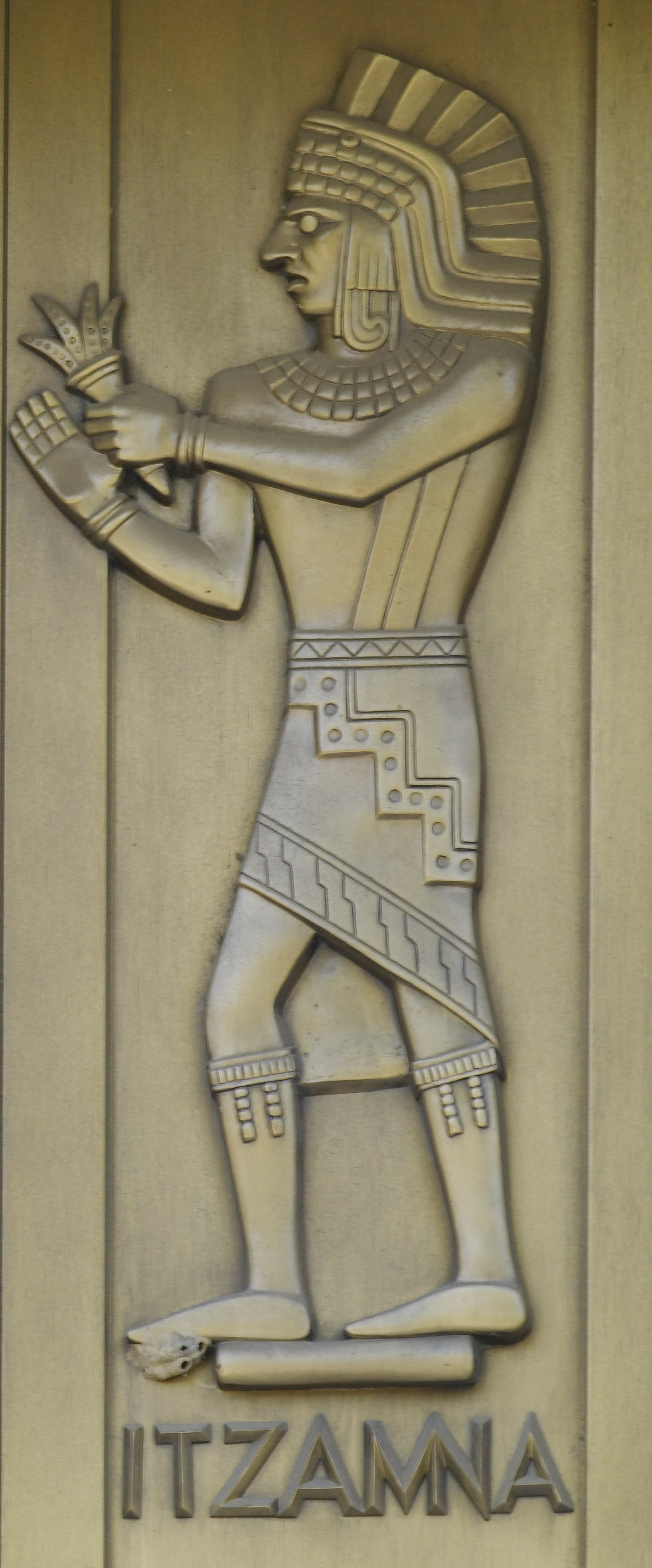
Itzamná (también llamado Zamná): Su nombre significa "casa de iguanas", y era el señor del "rocío o sustancia del cielo", Dios creador y supremo entre los mayas yucatecos. Era señor de los cielos, la noche y el día. Lee Lawrie, Representación de Itzamná (1939). Biblioteca del Congreso Edificio de John Adams, Washington D. C..

### Agnosticismo
El agnosticismo (del griego a: ‘no’ y gnosis: ‘conocimiento’) es una postura religiosa o filosófica sobre la religión de acuerdo con la cual la existencia o no de un Dios o una mitología de deidades, es desconocida. En algunas versiones (agnosticismo débil) esta falta de certeza o conocimientos es una postura personal relacionada con el escepticismo. En otras versiones (agnosticismo fuerte) se afirma que el conocimiento sobre la existencia o no de seres superiores no solo no es conocida sino que no es cognoscible. Finalmente hay versiones (apateísmo) en las cuales se afirma que la existencia o no de seres superiores no solo no es conocida sino que es irrelevante o superflua.

### Deísmo

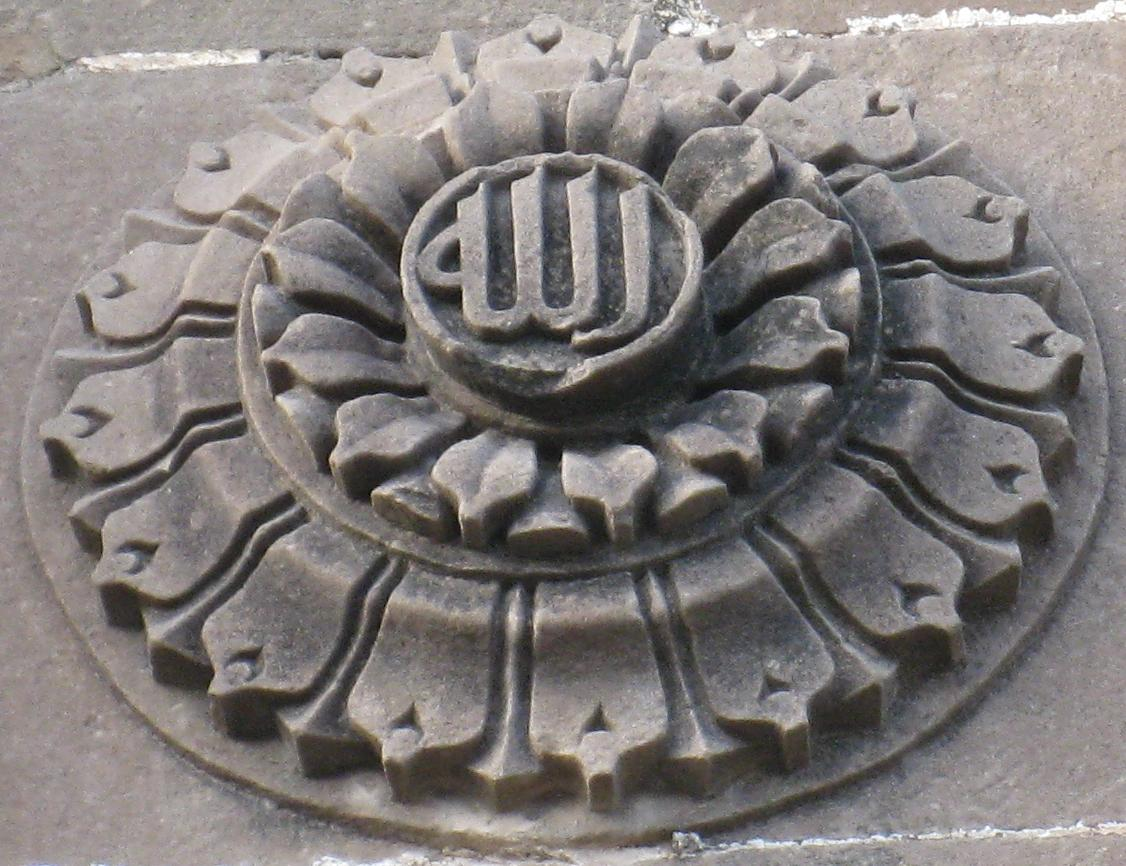
Allāh, dado que Dios no es representable para los musulmanes, se utiliza la escritura de modo semiótico. Grabado en piedra y escrito en árabe.

El deísmo es la postura que se basa en la creencia filosófica en un Dios, ser supremo, o principio establecida por la razón y la evidencia, sin aceptar la información adicional supuestamente revelada, tanto la contenida en determinados libros, como la Biblia o el Corán, como la recibida a través de determinadas personas. El deísta suele creer en un ser creador o que ha establecido el universo y sus procesos, pero que no se comunica con el ser humano y al que no se pueden elevar plegarias.[cita requerida]

### Ateísmo
El término ateísmo se puede referir a dos actitudes distintas: la indiferencia por la existencia de las divinidades o sus preceptos, y la no creencia en la posibilidad o en la realidad de su existencia.
El agnosticismo es una variedad de ateísmo en la que se afirma que la existencia de uno o más dioses es dudosa, improbable o insuficientemente demostrada. Esa vertiente corresponde a la ausencia de creencia en la existencia de divinidades y puede ser mejor comprendida cuando se la compara con el ateísmo fuerte. También se la conoce como ateísmo débil (en contraposición al fuerte) o ateísmo negativo (en contraposición al ateísmo positivo) o ateísmo implícito (en contraposición al explícito). Se llama ateísmo escéptico en el sentido de que sin pruebas no puede dar crédito ni siquiera al ateísmo fuerte.

### Zoroastrismo
Desde el siglo VI a. C., los zoroastrianos han creído en la supremacía de una deidad principal, Ahura Mazda como el "Hacedor de todo" y el primero antes que todo, este nuevo concepto lo introdujo el líder religioso Zoroastro al reformar la religión politeísta anterior denominada mazdeísmo. Los zoroastrianos tienden a creen que Dios mismo reveló a Zoroastro la verdadera creencia monoteísta.

### Judaísmo
Según la Tanaj, Dios mismo escogió a Abraham para que saliera de las tierras de su padre y estableciera una nueva nación en una tierra prometida, tradiciones que posteriormente fueron adoptadas por el cristianismo y el islam. 

Vete de tu tierra y de tu parentela, y de la casa de tu padre, a la tierra que te mostraré.Y haré de ti una nación grande, y te bendeciré, y engrandeceré tu nombre, y serás bendición.
Génesis 12

Luego de ese evento, Dios sigue escogiendo al pueblo judío para llevar su mensaje, incluso escribiendo sus propias leyes que fueron dadas a través de Moisés.

### Cristianismo
La prueba irrefutable de la existencia de Dios para los cristianos es; Jesucristo. Sus adherentes comparten la creencia de que Jesús es el Hijo de Dios y el Mesías profetizado en el Antiguo Testamento, fue crucificado, descendió al infierno y resucitó de entre los muertos para la salvación de la humanidad.

Porque de tal manera amó Dios al mundo, que dio a su Hijo unigénito, para que todo aquel que cree en Él, no se pierda, mas tenga vida eterna.
Juan 3:16

.*Para otras divinidades que han muerto y resucitado para la salvación del mundo Véase Deidad de vida, muerte y resurrección.

### Islam
De forma parecida al judaísmo, los musulmanes creen en la existencia de Dios, el cual por medio del arcángel Gabriel, el mismo Dios escogió a Mahoma para difundir su mensaje.

No hay más Dios que Alá y Mahoma es su profeta.
Shahada

### Otras creencias
Hay varios sistemas religiosos ―por ejemplo en el budismo, el advaita y el discordianismo― en los cuales no se menciona ni se estudia la existencia de Dios.
Para la doctrina del espiritismo, Dios es la inteligencia suprema, causa primera de todas las cosas, eterno, inmutable, inmaterial, único, omnipotente, soberanamente justo y bueno.
El panteísmo sostiene que el universo entero es Dios mismo. Se han identificado elementos de panteísmo en algunos cultos primitivos de adoración a la naturaleza.

## Dios y la neurobiología

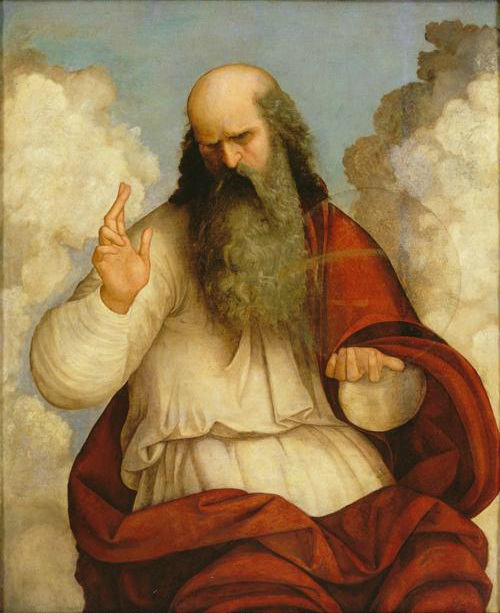
«Dios Padre», una representación de la versión teísta de Dios, de Ludovico Mazzolino (1480 - 1528).

El neurólogo Michael Persinger (1945-2018) recogió de sus pacientes con epilepsia temporal relatos de alucinaciones de tipo religioso.
Dos de los relatos frecuentemente aludidos son los de Rudi Affolter y de Gwen Tihe. Ambos padecían epilepsia temporal. Rudi Affolter era ateo y contaba que experimentaba alucinaciones como si realmente se estuviera muriendo. Gwen Tihe era cristiana y la alucinación que padecía era la de dar a luz a Jesucristo.
Algunos han querido reproducir experimentalmente estas auras epilépticas mediante estimulación de la corteza temporal. Michael Persinger lo hacía con un campo magnético de débil intensidad y los sujetos de experimentación referían que notaban como si en la habitación en que se encontraban hubiera algún ser no corporal, experimentaban a veces una iluminación repentina, o temor espiritual, pérdida de la noción de tiempo, etc. Por su parte, un investigador suizo,[cita requerida] aplicaba a una paciente epiléptica zaps eléctricos a la altura del giro angular (una zona del cerebro). La paciente experimentaba la sensación de encontrarse fuera del cuerpo.
Si la epilepsia temporal produce experiencias religiosas, algunos autores han pensado que las experiencias místicas de ciertos santos, como san Pablo, Juana de Arco, santa Teresa de Jesús, etc. posiblemente fueron provocadas por el «pequeño mal» (ataques epilépticos débiles), es decir que lo que se atribuye a una unión mística con Dios se reduce, según ellos, a una actividad patológica de la corteza cerebral. Se cita el caso de Ellen G. White (nacida en 1827), quien a la edad de 9 años padeció un traumatismo craneoencefálico y comenzó a tener visiones religiosas. Estas le llevaron a fundar el Movimiento Adventista del Séptimo Día.
El momento en que una persona creyente se siente en comunión con Dios, o con una entidad superior, fue estudiada por el Dr. Andrew Newberg y D’Aquili. Descubrieron es que la mayoría de los sujetos experimentales ―cuando no están meditando― muestran el área de asociación de la orientación mucho más activa que cuando meditan. Es decir, cuando meditan son capaces de concentrarse con tanta profundidad que ya no perciben los estímulos sensoriales externos. Según los investigadores, al no recibir información sensorial, el área de asociación de la orientación se vuelve incapaz de determinar los límites del individuo. Y eso sería lo que provoca que el meditador perciba sensaciones relacionadas con "Dios", el “infinito” o de “unidad con el Universo”.
Uffe Schjødt estudió las reacciones cerebrales, mediante el análisis cerebral por resonancia magnética funcional (fMRI), en un total de 20 pentecostalistas y de otras 20 personas no creyentes, durante la escucha por parte de todos los participantes, de sermones religiosos grabados. A todos los voluntarios se les dijo que seis de las oraciones grabadas habían sido leídas por personas no cristianas, otras seis por cristianos corrientes y las otras seis por un sanador. En realidad, todas ellas habían sido leídas por cristianos de a pie. Los científicos constataron que solo en el caso de los voluntarios devotos se produjeron cambios en la actividad cerebral registrada, como respuesta a los sermones oídos. Concretamente, en este grupo la actividad neuronal se redujo en partes de la corteza prefrontal y de la corteza cingulada anterior del hemisferio izquierdo del cerebro, que son áreas que juegan un papel clave en el estado de vigilancia y de escepticismo en situaciones en las que estamos juzgando la verdad y la importancia de lo que la gente nos dice. Asimismo se vio reducida la actividad del área de asociación de la orientación, reafirmando lo planteado por Andrew Newberg. También se observó, en los creyentes, actividad neural adicional en lo que se considera el área de la fe, en el lóbulo prefrontal derecho, que no presentaron los que se declararon no creyentes.